# Irkutz 88
 (juillet 2025).
Pour plus de détails, voir Fiche technique et Distribution.
Irkutz 88 est un film belge de Jean-Jacques Rousseau, le « cinéaste de l'absurde », réalisé en 2004.

## Synopsis
L'action se situe à Irkoutsk, dans le goulag n°16, près de la frontière russo-mongole. Dans cet endroit jadis tenu secret et à présent oublié du pouvoir, se déroulent des expériences secrètes de manipulations génétiques et de recherches avancées sur des armes de destruction massive.
Il s'agit de la suite de Tchernobyl qui se déroule en 1988. C’est l’histoire d'une catastrophe nucléaire et biologique où les ultra-marxistes et ultranationalistes ont pris le pouvoir. Le sinistre Ygor Yaboutich veut lancer une attaque sur l’Occident chrétien avec l’aide du grand maréchal de l'Armée rouge Illioutchine.
Les paysannes mongoles capturées serviront de matière première pour enfanter une « nouvelle espèce d’humains », de race blanche et aux yeux bridés. Un centre de « prise de conscience », où sont séquestrés des prisonniers de droit commun et autres, sera l’antichambre de la « Mort ».

## Fiche technique
- Titre : Irkutz 88
- Réalisation : Jean-Jacques Rousseau
- Musique : Frédérique Rousseau (fille de Jean-Jacques Rousseau)
- Photographie : Jean-Jacques Rousseau
- Production : Paul Geens
- Société de production : BelFilm
- Pays :  Belgique
- Genre : Science-fiction
- Durée : 27 minutes
- Format : 16mm
- Année de production : 2004